# 私権剥奪
私権剥奪（しけんはくだつ、英語: Attainder）は、イギリスにおいて裁判所で反逆罪（treason）や重罪（Felony）で死刑や法権喪失（outlawry）の判決を受けた場合、あるいは議会で私権剥奪法が可決された場合、あるいは陪審員が虚偽の評決を行った場合に市民権を喪失することをいう。土地や財産の所有権を失い、子孫も相続権を失う。
議会法による私権剥奪は、政敵の始末によく利用された。通常の裁判や弾劾によって反逆罪とするには証拠不十分な者に対してこの手段を用いることが多かった。議会法による私権剥奪は1459年に第3代ヨーク公爵リチャード・プランタジネットとその支持者に適用されたのが最初であり、多用されたのはテューダー朝とステュアート朝の絶対王政時代だった。この方法で処刑された著名人には、初代エセックス伯爵トマス・クロムウェル、初代ストラフォード伯爵トマス・ウェントワース、ウィリアム・ロードなどがいる。
17世紀終わり頃にはこの手法による処刑への批判が高まり、1697年のウィリアム3世暗殺を企図したジャコバイトの第3代準男爵ジョン・フェニックの処刑を最後として私権剥奪による処刑はなくなった。議会による私権剥奪法可決の最後の事例は、1798年にアイルランド反乱運動の指導者エドワード・フィッツジェラルド卿に対して可決されたものである。
1870年に没収法により私権剥奪制度は廃止された。
イギリスからの独立戦争を経て誕生したアメリカ合衆国においては憲法で連邦議会と州に対して私権剥奪法の制定を禁じている。